# Molí d'en Rigau
El Molí d'en Rigau és una obra de Quart (Gironès) inclosa a l'Inventari del Patrimoni Arquitectònic de Catalunya.

## Descripció
Es tracta d'un molí amb façana moderna que s'alça en planta quadrangular i murs de maó vista i en paredat. S'aprecia la bassa i la boca del carcabà.